# James R. Graham
James R. Graham est un astronome irlandais travaillant principalement en astronomie infrarouge et en optique adaptative. Il a étudié à Imperial College London. Depuis 1992, James R. Graham a été un professeur d'astronomie à l'Université de la Californie à Berkley.